# Studio Uno (programma televisivo)
Studio Uno è stato un programma televisivo di varietà per la regia di Antonello Falqui, prodotto dalla Rai e trasmesso sul canale Programma Nazionale fra il 1961 e il 1966. La prima trasmissione andò in onda il 21 ottobre 1961.
Fu preceduto nello stesso anno dalle 4 puntate di "Giardino d'inverno", che ne conteneva i presupposti.
Scritto da Antonello Falqui e Guido Sacerdote, nella redazione dei testi si sono alternati, nelle varie edizioni, anche altri autori, fra cui Castellano e Pipolo, Lina Wertmüller e Dino Verde.
È entrato nell'immaginario collettivo come prototipo dello spettacolo di intrattenimento "leggero" della televisione in bianco e nero degli anni Sessanta.

## Lo show
Il varietà - che prendeva il nome dallo Studio 1 del CPTV Rai di Via Teulada, a Roma ebbe un grande successo in termini di gradimento del pubblico, soprattutto in virtù dello stile innovativo con cui era stato congegnato dagli autori Antonello Falqui e Guido Sacerdote: niente scenografie sfarzose e ridondanti, ma la semplicità di ampi spazi con arredi essenziali e con movimenti e cambi di scena a vista (strumenti di ripresa e microfoni a giraffa inclusi) per favorire la partecipazione degli ospiti d'onore e l'esecuzione di spettacolari balletti.
Determinante risultò l'apporto dello scenografo Carlo Cesarini da Senigallia.
Pur mantenendo il titolo Studio Uno, dopo le prime edizioni la trasmissione venne trasferita presso il Teatro delle Vittorie, sempre a Roma.

## Il cast
Studio Uno è stato un trampolino di lancio per numerosi attori, cantanti, ballerini e soubrette, che poi hanno proseguito la carriera nel mondo dello spettacolo con grande successo. Fra essi, Don Lurio, ideatore delle coreografie della sigla musicale della prima edizione Da-da-un-pa, cantata e danzata dalle Gemelle Kessler e dai boys Gemelli Blackburn, Marcel Amont, entertainer di statura internazionale, Mac Ronay, stralunato mimo e prestidigitatore, il corpo di ballo delle Bluebell Girls e i ballerini Paolo Gozlino ed Elena Sedlak, il Quartetto Cetra, protagonista nel 1964 di una sorta di spin off del programma, dal titolo Biblioteca di Studio Uno.
Grazie al programma, consolidarono la loro popolarità anche altri artisti, già affermati. Fra essi, Arturo Testa, Luciano Salce, Lelio Luttazzi, Rita Pavone, Milly, Raimondo Vianello e Sandra Mondaini.
La vera rivelazione della trasmissione, negli anni in cui fu chiamata a condurla, fu però la cantante Mina, spigliata padrona di casa, che, al di là delle indubbie capacità vocali, rivelò doti di conduzione, pronta, nella rubrica L'uomo per me, a dare vita a brillanti duetti con ospiti di grido, fra i quali Totò, Nino Manfredi, Ugo Tognazzi, Rossano Brazzi, Amedeo Nazzari, Vittorio De Sica, Marcello Mastroianni, Enrico Maria Salerno, Peppino De Filippo, Vittorio Gassman e Alberto Sordi.

## Le edizioni

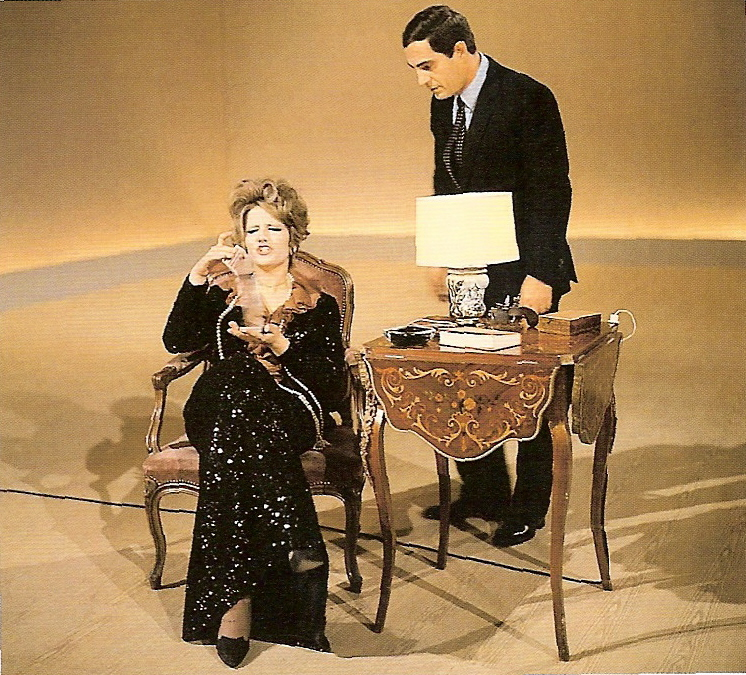
Mina con Nino Manfredi in uno sketch del 1965

A condurre la prima edizione del 1961 e quelle del 1965 e 1966 è stata la cantante Mina, affiancata da partner maschili che si avvicendavano volta per volta, fra cui Marcello Mastroianni, Nino Manfredi, Vittorio De Sica e Alberto Sordi. Ad accompagnare i cantanti ospiti nelle esibizioni rigorosamente dal vivo era l'orchestra diretta dal maestro Bruno Canfora.
Nel 1964 Studio Uno fu sostituita da Biblioteca di Studio Uno e da Souvenir di Studio Uno, sorta de il meglio di..., andata in onda in cinque puntate trasmesse fra il 16 agosto e l'8 dicembre.
Nelle edizioni del 1961 e 1965 riscossero molto successo le sigle iniziali Da-da-un-pa e La notte è piccola cantate dalle Gemelle Kessler.
Nell'ultima stagione del 1966 la trasmissione fu divisa in quattro cicli da cinque puntate ciascuna. Ogni ciclo comprendeva una primadonna diversa: nei primi tre Sandra Milo, Ornella Vanoni e Rita Pavone; nell'ultimo, a conclusione della serie, Mina anche come conduttrice.
Falqui e Canfora sono stati presenti in tutte le edizioni rispettivamente come regista e direttore d'orchestra.
| stagioni  | puntate | periodo di trasmissione | autori                                                 | conduzione ed artisti |
| --------- | ------- | ----------------------- | ------------------------------------------------------ | --- |
| 1961-1962 | 12      | 21 ottobre - 13 gennaio | Guido Sacerdote, Dino Verde                            | Mina, Marcel Amont, Gemelle Kessler, Bluebell Girls, Don Lurio, Quartetto Cetra, Mac Ronay, Renata Mauro, Emilio Pericoli                     |
| 1962-1963 | 12      | 22 dicembre - 16 marzo  | Antonello Falqui, Guido Sacerdote, Dino Verde          | Walter Chiari, Zizi Jeanmaire, Quartetto Cetra, Don Lurio, Bluebell Girls, Rita Pavone, Giancarlo Cobelli, Dany Saval                         |
| 1965      | 12      | 13 febbraio - 1 maggio  | Antonello Falqui, Guido Sacerdote, Castellano e Pipolo | Mina, Luciano Salce, Lelio Luttazzi, Paolo Panelli, Milly, Gemelle Kessler                                                                    |
| 1966      | 20      | 12 febbraio - 25 giugno | Antonello Falqui, Guido Sacerdote, Lina Wertmüller     | Lelio Luttazzi, Sandra Milo, Luciano Salce, Ornella Vanoni, Rita Pavone, Gemelle Kessler, Mina, Romolo Valli, Franca Valeri, Caterina Caselli |

## Filmografia
La miniserie televisiva C'era una volta Studio Uno, trasmessa su Rai 1 il 13 e 14 febbraio 2017, rievoca in forma romanzata le vicende della nascita e del successo dello spettacolo.